# Commandement des opérations spéciales

Wappen des COS

Das Commandement des opérations spéciales (COS) (dt. „Oberkommando für Sondereinsätze“) ist ein teilstreitkraftübergreifendes Hauptkommando, das sämtliche Spezialeinheiten des französischen Militärs und andere ihm unterstehende Organisationen führt.
Das COS wurde am 24. Juni 1992 als Folge der Erfahrungen aus dem Zweiten Golfkrieg eingerichtet, um Reibungsverluste und Konkurrenzdenken unter den Teilstreitkräften abzubauen.
Der Sitz des Generalstabes befindet sich seit 2006 auf dem Militärflugplatz Villacoublay südwestlich von Paris.

## Auftrag
Neben der operativen Führung von Sondereinsatzkräften ist das COS auch verantwortlich für das Erarbeiten von Ausbildungsrichtlinien, Einsatzdoktrinen und Beschaffungsplänen dieser Einheiten. Es stellt die Koordination der einzelnen Sondereinsatzverbände, deren Ausbildung und Bereitstellung sicher und berät den französischen Generalstab in Fragen der Sondereinsatzgefechtsführung und -planung.

## Organisation
Das COS ist in zwei Bereiche gegliedert. Der erste umfasst die dauerhaft dem Oberkommando unterstehenden Sondereinsatzkräfte, der zweite die ihm temporär unterstellten. Je nach Lage kann das COS jede zum Militär gehörende Spezialeinheit, gleich welcher Teilstreitkraft, anfordern und sich zeitweilig eingliedern.
Zurzeit sind ständig rund 3019 Mann dem COS unterstellt (1817 des Heeres und jeweils 366 der Luftstreitkräfte, 754 der Marine und 82 des COS-Stabs).